# Pchłowate
Pchłowate (Pulicidae) – rodzina owadów zaliczanych do podgromady owadów uskrzydlonych, wtórnie bezskrzydłych. Posiadają ciało bocznie spłaszczone, silnie rozwinięte odnóża, umożliwiające im długie skoki. Oczy są dobrze rozwinięte. Narządy gębowe pchły są typu kłująco-ssącego, całe ciało pokrywa twardy oskórek ze szczecinkami lub ząbkami skierowanymi do tyłu. Pchły osiągają wielkość od 1 do 6 mm i są ciemno ubarwione. Rozwój osobniczy pcheł odbywa się z przeobrażeniem zupełnym. Są zewnętrznymi pasożytami kręgowców.
Występują następujące podrodziny:
- Pullicinae
- Archaeopsyllinae
- Spilopsyllinae
- Xsenopsyllinae